# Parablennius sierraensis
Espèce
Parablennius sierraensis est une espèce de poissons marins de la famille des Blenniidae (les blennies) qui se rencontre dans l'Atlantique centre-est. 

## Systématique
L'espèce Parablennius sierraensis a été décrite en 1990 par l'ichtyologiste allemand Hans Bath (d),.

## Répartition
Parablennius sierraensis se rencontre dans l'Atlantique centre-est, du Cap-Vert à la province de Namibe en Angola.

## Étymologie
Son épithète spécifique, composée de sierra et du suffixe latin -ensis, « qui vit dans, qui habite », lui a été donnée en référence au lieu de sa découverte, la Sierra Leone. Cependant, l'Union internationale pour la conservation de la nature donne la limite sud de la distribution comme étant la Sierra Leone.

## Publication originale
- (de) Hans Bath, « Taxonomie und Verbreitung von Parablennius Ribeiro 1915 an der W-Küste Afrikas und den Kapverdischen Inseln mit Revalidation von P. verryckeni (Poll 1959) und Beschreibung drei neuer Arten (Pisces: Blenniidae) », Senckenbergiana Biologica, Allemagne, vol. 70, nos 1-3,‎ 2 mai 1990, p. 15-69 (ISSN 0037-2102).